# 相撲甚句

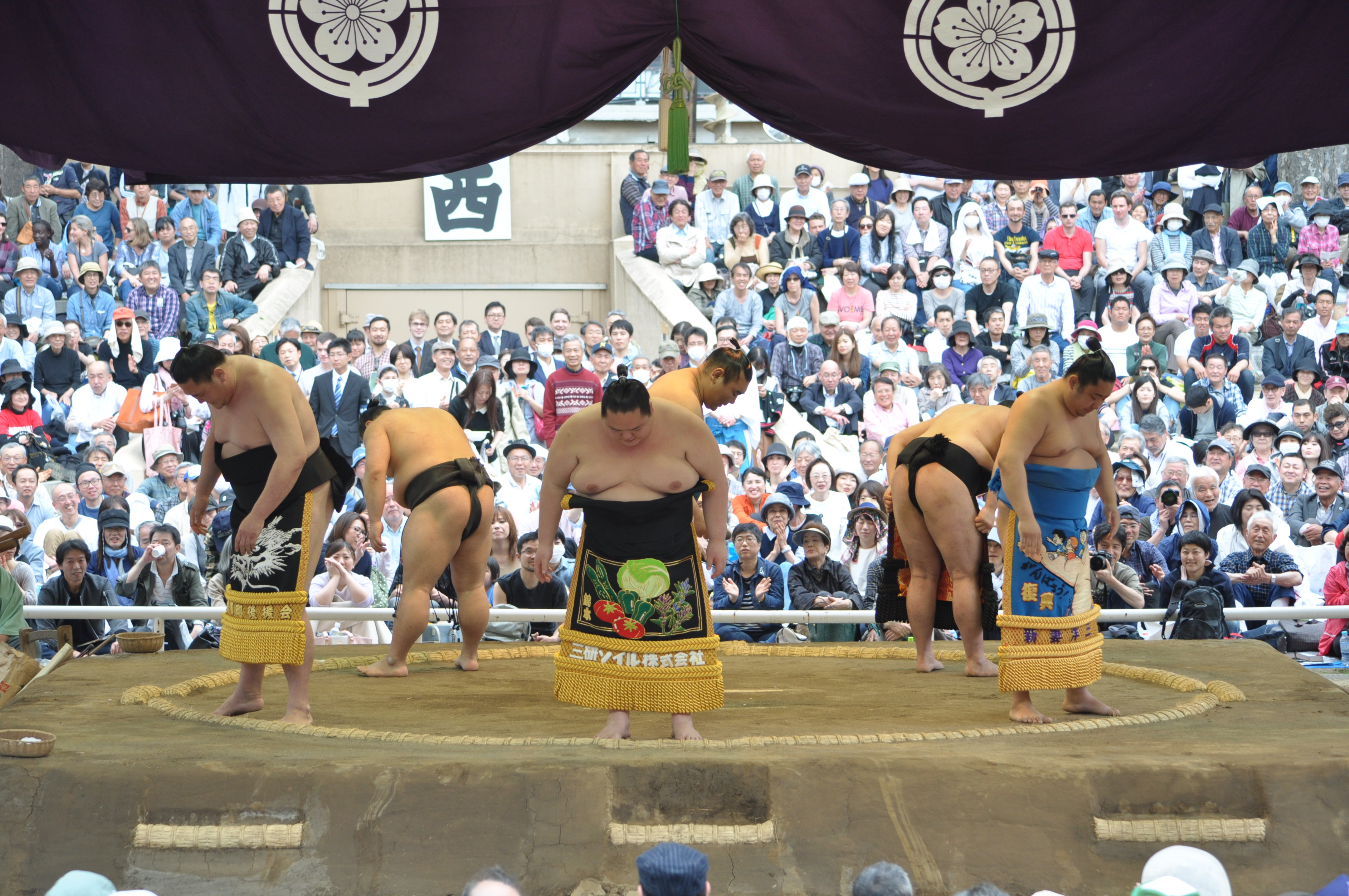
靖国神社奉納大相撲 相撲甚句（2017年4月17日撮影）

相撲甚句（すもうじんく）とは、邦楽（甚句）の一種。大相撲の花相撲や巡業などで披露される七五調の囃子歌である。

## 概要
角力甚句の始まりは、幕末から明治にかけて花柳界で流行した本調子甚句（二上がり甚句）を、相撲取りが巡業で流行らせたものとされる。この角力甚句から、名古屋甚句、熊本甚句（おてもやん）、会津磐梯山、隠岐島の相撲取り節、熊本のどっこいせ節（一名角力取り節）などが派生した。かつては土俵の上で相撲の四十八手を見せながら甚句を歌っていたが、現在では行われていない。
相撲甚句には大きく分けて「まくら唄」「本唄」「はやし」があり、まくら唄には「前唄」と「後唄」がある。楽器による伴奏はなく、「ホイ」や「ドスコイ」という合いの手に合わせ、力士の特徴などを独特の調子で歌う。歌詞は七五調である。
現在では、相撲教習所の教養科目として必須科目に取り入れられている。
天龍源一郎によれば、相撲甚句の歌い手は各部屋の若者頭に推薦された者で、約500人から6人程度しか選ばれない「エリート部隊」だと言う。
作品としては「花づくし」「山づくし」「出世かがみ」が有名である。
幕下以下の力士が甚句を披露する場合、関取から化粧廻しを借りて着用する（大銀杏は結わない）。
中央住宅はラジオ番組「大相撲熱戦十番」放送当時、一時期番組内CMで相撲甚句風のPR口上を流していたことがある。